# Scopula planidisca
Scopula planidisca är en fjärilsart som beskrevs av Max Joseph Bastelberger 1908. Scopula planidisca ingår i släktet Scopula och familjen mätare. Inga underarter finns listade.